# リーマン・ジーゲルの公式
数学におけるリーマン–ジーゲルの公式（リーマン・ジ－ゲルのこうしき、英: Riemann–Siegel formula）はリーマンゼータ函数の「近似函数等式」（二つのディリクレ級数の和によるゼータ函数の近似）の誤差項に対する漸近公式である。この公式は、Siegel (1932) が1850年代からのベルンハルト・リーマンの未発表原稿において発見した。ジーゲルはこれをリーマン–ジーゲル積分公式（ゼータ函数の周回積分表示）から導いた。この積分公式はしばしばリーマン–ジーゲルの公式の値の計算に（ときには計算を劇的に速くするオドリツコ–シェーンハーゲ・アルゴリズムと組み合わせて）用いられる。臨界帯に沿って用いるとき、公式はハーディゼータ函数に対する公式となり、しばしば有用である。
M, N を非負整数とするとき、ゼータ函数は {\displaystyle \zeta (s)=\sum _{n=1}^{N}{\frac {1}{n^{s}}}+\gamma (1-s)\sum _{n=1}^{M}{\frac {1}{n^{1-s}}}+R(s)} に等しい（近似函数等式）。ただし、{\displaystyle \gamma (s)=\pi ^{{\tfrac {1}{2}}-s}{\frac {\Gamma \left({\tfrac {s}{2}}\right)}{\Gamma \left({\tfrac {1}{2}}(1-s)\right)}}} は函数等式 ζ(s) = γ(1 − s) ζ(1 − s) に現れる乗因子で、周回積分 {\displaystyle R(s)={\frac {-\Gamma (1-s)}{2\pi i}}\int {\frac {(-x)^{s-1}e^{-Nx}}{e^{x}-1}}dx} の積分路は +∞ を基点（始点および終点）とし、絶対値高々 2πM の特異点をすべて囲む。
この近似函数等式は誤差項の大きさに対する評価を与える Siegel (1932) および Edwards (1974) では、この誤差項 R(s) の ℑm(s) に関する負冪の級数としての漸近展開を与えるために、この積分に最急降下法を適用して、リーマン–ジーゲルの公式を導出している。応用上、s はふつう臨界帯上にとり、正整数 M, N は (2πIm(s))1/2 の近くに取る。Gabcke (1979) はリーマン–ジーゲルの公式の誤差に関してよい評価を求めている。

## リーマンの積分公式
リーマンは
{\displaystyle \int _{0\searrow 1}{\frac {e^{-i\pi u^{2}+2\pi ipu}}{e^{\pi iu}-e^{-\pi iu}}}du={\frac {e^{i\pi p^{2}}-e^{i\pi p}}{e^{i\pi p}-e^{-i\pi p}}}}
を示した。ここで積分路は、0 と 1 の間を通過する傾き −1 の直線である (Edwards 1974, 7.9)。
彼はこれを使って、次に示すゼータ関数の積分公式を導き出した。
{\displaystyle \pi ^{-s/2}\Gamma \left({\frac {s}{2}}\right)\zeta (s)=\pi ^{-s/2}\Gamma \left({\frac {s}{2}}\right)\int _{0\swarrow 1}{\frac {x^{-s}e^{\pi ix^{2}}}{e^{\pi ix}-e^{-\pi ix}}}\,dx+\pi ^{-{\frac {1-s}{2}}}\Gamma \left({\frac {1-s}{2}}\right)\int _{0\searrow 1}{\frac {x^{s-1}e^{-\pi ix^{2}}}{e^{\pi ix}-e^{-\pi ix}}}\,dx}